# Jamie Parker

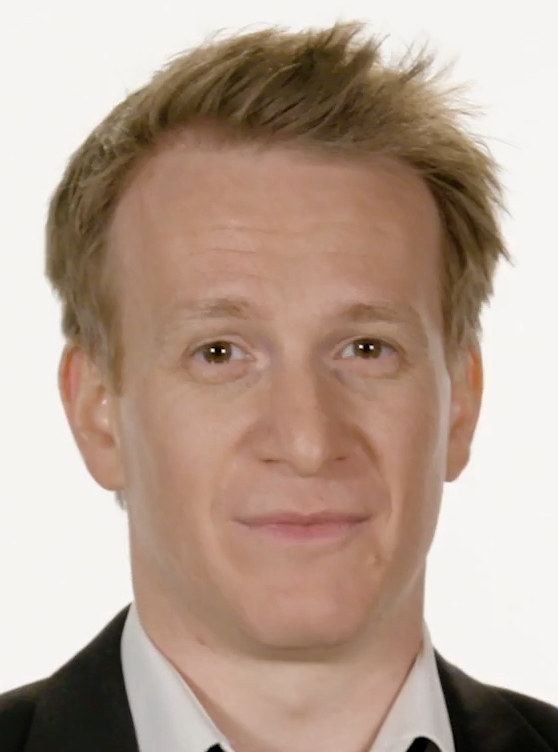
Jamie Parker (2018)

Jamie Parker (* 14. August 1979 in Middlesbrough, North Yorkshire) ist ein britischer Film- und Theaterschauspieler.

## Leben
Parker wuchs in der schottischen Hauptstadt Edinburgh auf, wo er die Schule besuchte. Bereits als Kind stand er im britischen National Youth Music Theatre auf der Bühne, wo er, ähnlich wie andere heute erfolgreiche Jungschauspieler darunter Jamie Bell und Ben Barnes, erste Erfahrungen sammelte. Als junger Mann absolvierte Parker die Royal Academy of Dramatic Art, an der er im Jahr 2002 seinen Abschluss erlangte.
Nach kleineren Bühnenengagements in Oxford und Chichester, folgte 2004 sein Durchbruch, als er ans Royal National Theatre berufen wurde, und dort eine der Hauptrollen in Alan Bennetts Theaterstück The History Boys übernahm. Knapp zwei Jahre stand er im Rahmen dieses Stücks in verschiedenen Theatern in England auf der Bühne, zwischen April und Oktober 2006 sogar auch am Broadway in den USA. Als im selben Jahr das Theaterstück in einen Film adaptiert wurde, der im deutschsprachigen Raum unter dem Titel Die History Boys – Fürs Leben lernen in die Kinos kam, konnte auch Parker als Schauspieler gewonnen werden.
Parker steht seit 2002 auch als Filmschauspieler vor der Kamera, doch wurde er zunächst mit Ausnahme der History Boys über die britischen Landesgrenzen hinaus kaum bekannt. 2008 wurde erstmals Hollywood auf ihn aufmerksam, als Regisseur Bryan Singer ihn für seinen Film Operation Walküre – Das Stauffenberg-Attentat verpflichtete. Parker verkörpert darin den deutschen Widerstandskämpfer gegen den Nationalsozialismus Werner von Haeften.
2007 heiratete er die Schauspielerin Deborah Crowe, mit der er einen Sohn hat.
Im Dezember 2015 wurde bekannt, dass Parker ab 2016 mit dem Zauberer Harry Potter die Hauptrolle im West-End-Theaterstück Harry Potter und das verwunschene Kind spielen wird.
Jamie Parkers Urgroßvater war der englische Fußballspieler Alf Common.

## Filmografie (Auswahl)
- 2005: Hautnah – Die Methode Hill (Wire in the Blood, Fernsehserie, 1 Episode)
- 2006: Die History Boys – Fürs Leben lernen (The History Boys)
- 2007, 2014: Gerichtsmediziner Dr. Leo Dalton (Silent Witness, Fernsehserie, 4 Folgen)
- 2008: Operation Walküre – Das Stauffenberg-Attentat (Valkyrie)
- 2011: The Hour (Fernsehserie, 3 Episoden)
- 2012: Parade’s End – Der letzte Gentleman (Parade’s End, Miniserie, 5 Episoden)
- 2012: Silk – Roben aus Seide (Silk, Fernsehserie, 1 Episode)
- 2013: Dirty Weekend
- 2014: Der junge Inspektor Morse (Endeavour, Fernsehserie, 1 Episode)
- 2019: 1917
- 2019: Treadstone (Fernsehserie, 3 Episoden)